# Jonathan Webb
Pour les articles homonymes, voir Webb.
Jonathan Mark Webb, est né le 24 août 1963 à Ealing (Angleterre). C’est un ancien joueur de rugby à XV, qui a joué avec l'équipe d'Angleterre, évoluant au poste d'arrière. 
Depuis le 14 novembre 2024, il est le vice-président de World Rugby.

## Carrière
Il a disputé son premier test match le 23 mai 1987, à l’occasion d’une rencontre avec l'équipe d'Australie et le dernier contre l'équipe d'Irlande, le 20 mars 1993.
Webb a participé à la Coupe du monde 1987 (quatre matches disputés) et à la Coupe du monde 1991 (cinq matchs disputés). Il s'illustre durant cette dernière en inscrivant la totalité des points de son équipe lors de la finale perdue face à l'Australie (deux pénalités). 

## Palmarès
- 33 sélections avec l'équipe d'Angleterre
- Sélections par année : 4 en 1987, 8 en 1988, 4 en 1989, 7 en 1991, 6 en 1992, 4 en 1993
- Tournois des Cinq Nations disputés : 1988, 1989, 1992, 1993